# Танок маленьких каченят

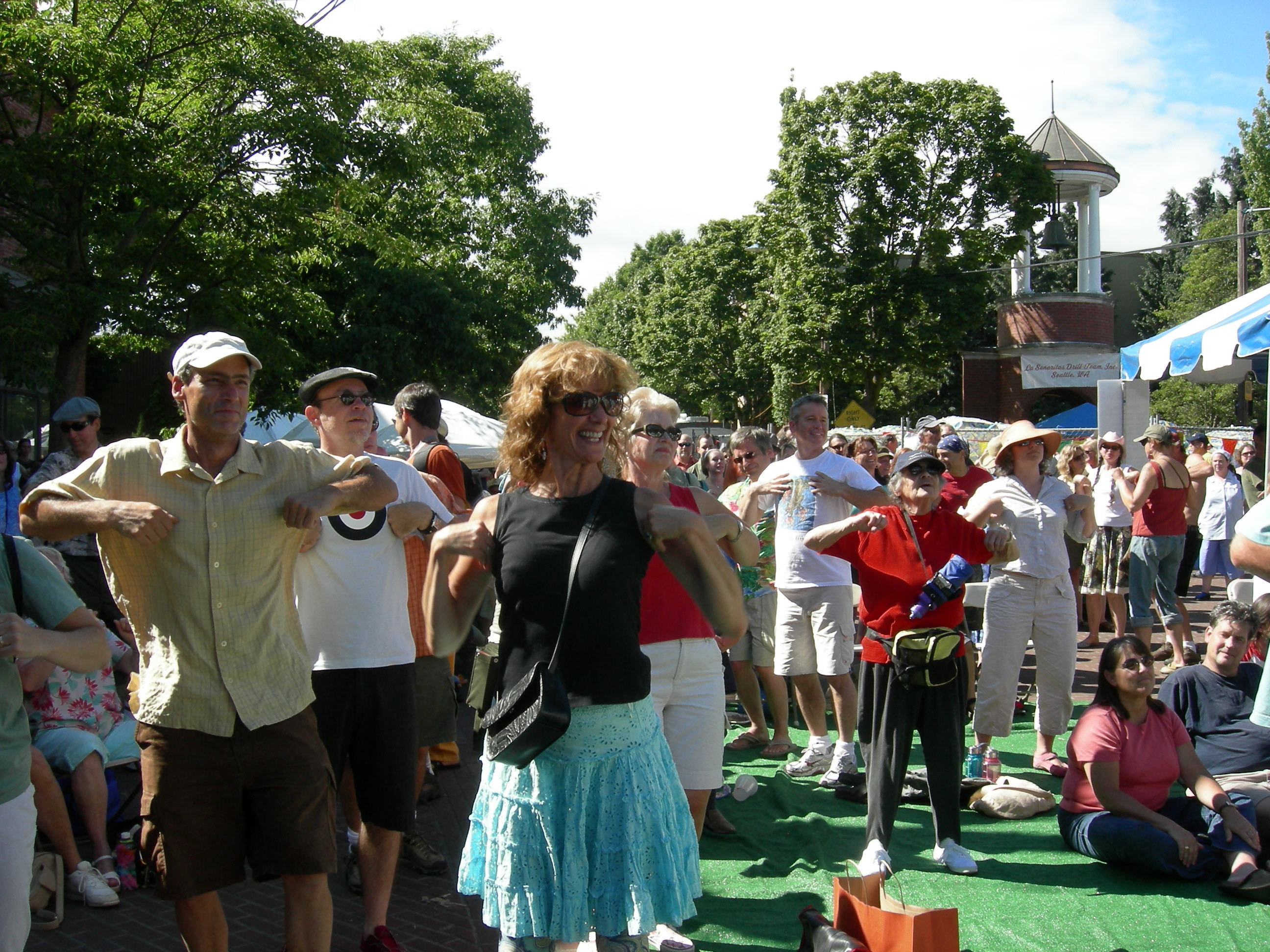

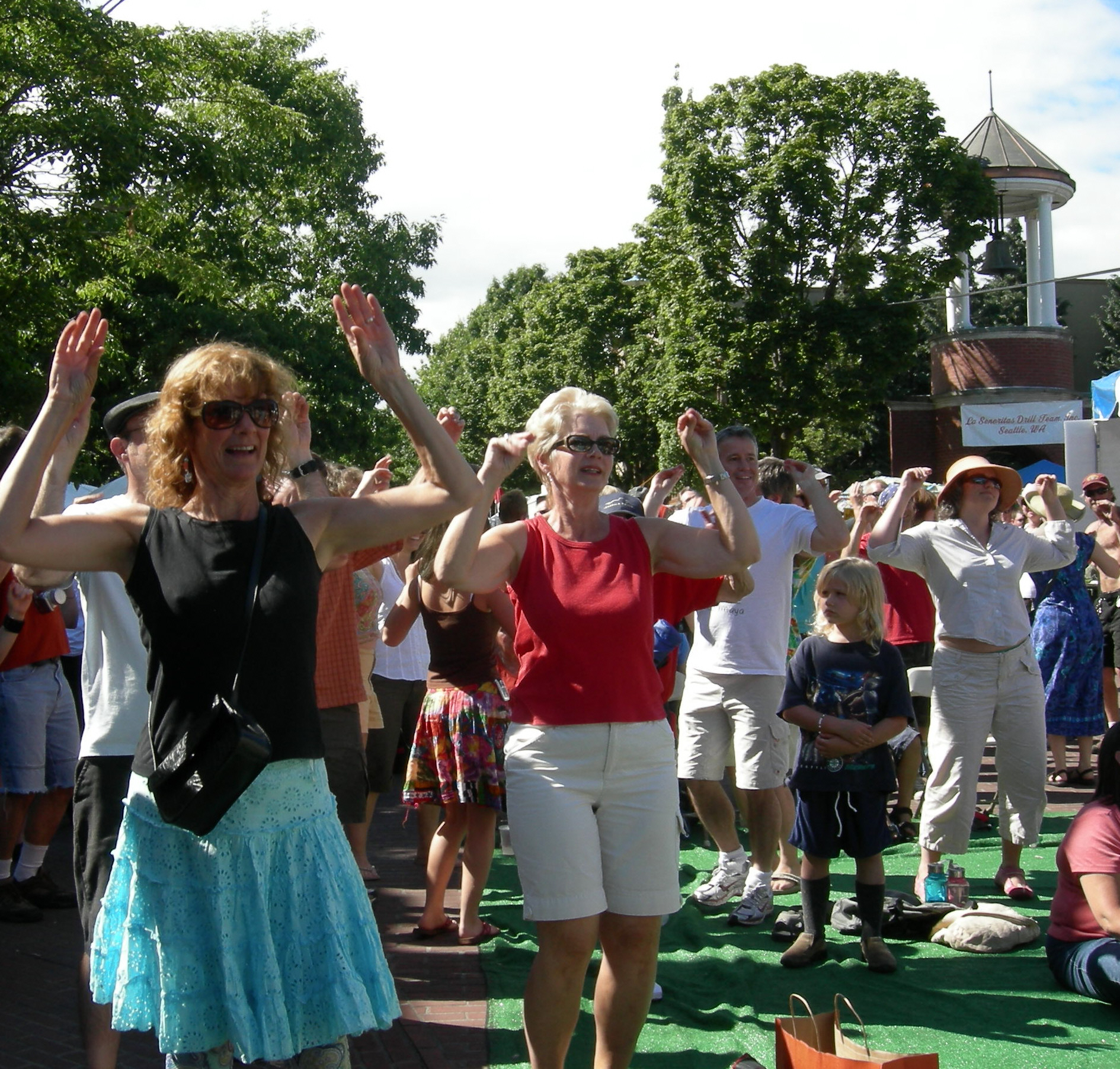

Танок маленьких каченят - дитяча пісня 1950-х років швейцарського акордеоніста і виконавця на губній гармоніці Вернера Томаса з Давосу ( Швейцарія ) та відповідний танець.
Пісню було перекладено багатьма мовами, її виконували різні артисти, серед яких - Аль Бано і Роміна Пауер (1981). Англомовна версія належить Бобу Кеймсу (1982).
Пісня відома в усьому світі, в тому числі на території колишнього СРСР, російські слова до неї написав Юрій Ентін. Російськомовна версія стала популярною завдяки виконанню ансамблю фольклорної музики під керуванням Володимира Назарова на альбомі «З Новим Роком!» 1984 року.

## Назва пісні іншими мовами
- укр. Танок каченят

- англ. Chicken Dance
  - англ. Funky Chicken (США)
- болг. Патешкият танц
- чеськ. Ptačí tanec (kuřátka)
- нід. De Vogeltjesdans
- ест. Tibutants
- фін. Tiputanssi
- фр. La danse des canards
- нім. Vogerltanz, Ententanz
  - Frank Zander виконував її з текстом «Ja wenn wir alle Englein wären» (Ах, якби ми всі були ангелами)
- грец. Τα παπάκια στη σειρά - Ta papakya stee seera (Маленькі каченята в ряд)
- івр. ריקוד הציפורים  Ha'Tsiporim - Пташиний танець)
- угор. Kacsatánc (Танець качки)
- ісл. Fugladansinn
- італ. Il ballo del qua qua
- яп. おかしい鳥(Окас торі - Смішний птах)
- кор. 모두가 천사라면 (модуґа чонсарамьон - Якби всі були ангелами)
- норв. Fugledansen
- порт. A danca do passarinho
- пол. Kaczuchy (Качечки)
- словен. Račke (Качки)
- ісп. Pajaritos a bailar / El baile de los pajaritos
  - Y el mundo a bailar (І весь світ танцює)
- швед. Fågeldansen / Kycklingdansen (Пташиний / курчачий танець)